# بوديل راسموسن
بوديل راسموسن (بالدنماركية: Bodil Rasmussen)‏ هي مجدفة دنماركية، ولدت في 12 ديسمبر 1957 في فريديريكا في الدنمارك.

## وصلات خارجية
- بوديل راسموسن على موقع الاتحاد الدولي للتجديف (الإنجليزية)
- بوديل راسموسن على موقع أوليمبيديا (الإنجليزية)